# Coldspring (Teksas)
Coldspring je grad u američkoj saveznoj državi Teksas. Prema popisu stanovništva iz 2010. u njemu je živjelo 853 stanovnika.